# Baldassare Peruzzi
Baldassare Tommaso Peruzzi (Siena, 7 de março de 1481 – Roma, 6 de janeiro de 1536) foi um arquiteto e pintor italiano.

## Vida
Nascido em uma pequena cidade perto de Siena (em Ancaiano, frazione de Sovicille) e morreu em Roma. Ele trabalhou por muitos anos com Bramante, Rafael e, posteriormente, Sangallo durante a construção da nova Basílica de São Pedro. Ele voltou para sua Siena nativa após o Saque de Roma (1527) onde foi contratado como arquiteto da República. Para os sienenses, ele construiu novas fortificações para a cidade e projetou (embora não tenha construído) uma represa notável no rio Bruna, perto de Giuncarico. Ele parece ter se mudado de volta para Roma permanentemente em 1535. Ele morreu lá no ano seguinte e foi enterrado na Rotunda do Panteão, perto de Rafael.
Foi um pintor de afrescos na Cappella San Giovanni (Capela de São João Batista) no Duomo de Siena.
Seu filho Giovanni Sallustio também era arquiteto. Outro filho, Onorio, aprendeu pintura com seu pai, depois tornou-se padre dominicano no convento de Santa Maria Sopra Minerva em Roma. Ele então parou de pintar até ser solicitado por seus superiores em San Romano di Lucca para pintar as portas de órgão da igreja.

## Projeto e decoração da Villa Farnesina
Quase todos os críticos de arte atribuem o projeto da Villa Chigi em Roma, agora mais comumente conhecida como Villa Farnesina, a Peruzzi. Nesta villa, duas alas ramificam-se a partir de um hall central com uma disposição simples de pilastras e um friso decorativo no exterior do edifício. Algumas das pinturas com afrescos que adornam os quartos interiores são de Peruzzi. Um exemplo é a Sala delle Prospettive, em que Peruzzi reviveu os esquemas de perspectiva de Melozzo da Forli e Mantegna, possivelmente sob a influência de ambos. As paredes da sala são pintadas de forma que, quando se está à esquerda, se tem a ilusão de que se está em um terraço ao ar livre, forrado por pilares, olhando para uma paisagem contínua. A decoração da fachada, obra de Peruzzi, desapareceu quase que totalmente, mas está documentada por um artista francês anônimo em um desenho, agora em poder do Museu Metropolitano de Arte de Nova York. Para decorar esta villa no Tibre, muitos artistas foram empregados, e assim como o estilo da villa de forma alguma lembra o antigo tipo de casa de campo acastelada, as pinturas em harmonia com os espíritos amantes do prazer da época eram totalmente antigas. e não inspirado por idéias cristãs. Rafael desenhou a composição da história de Amor e Psiquê como continuação da Galatéia. Em uma abóbada de vidro laminado, Peruzzi pintou o firmamento, com os signos zodiacais, os planetas e outros corpos celestes. A sala interna tem um uso impressionante da perspectiva ilusionista.

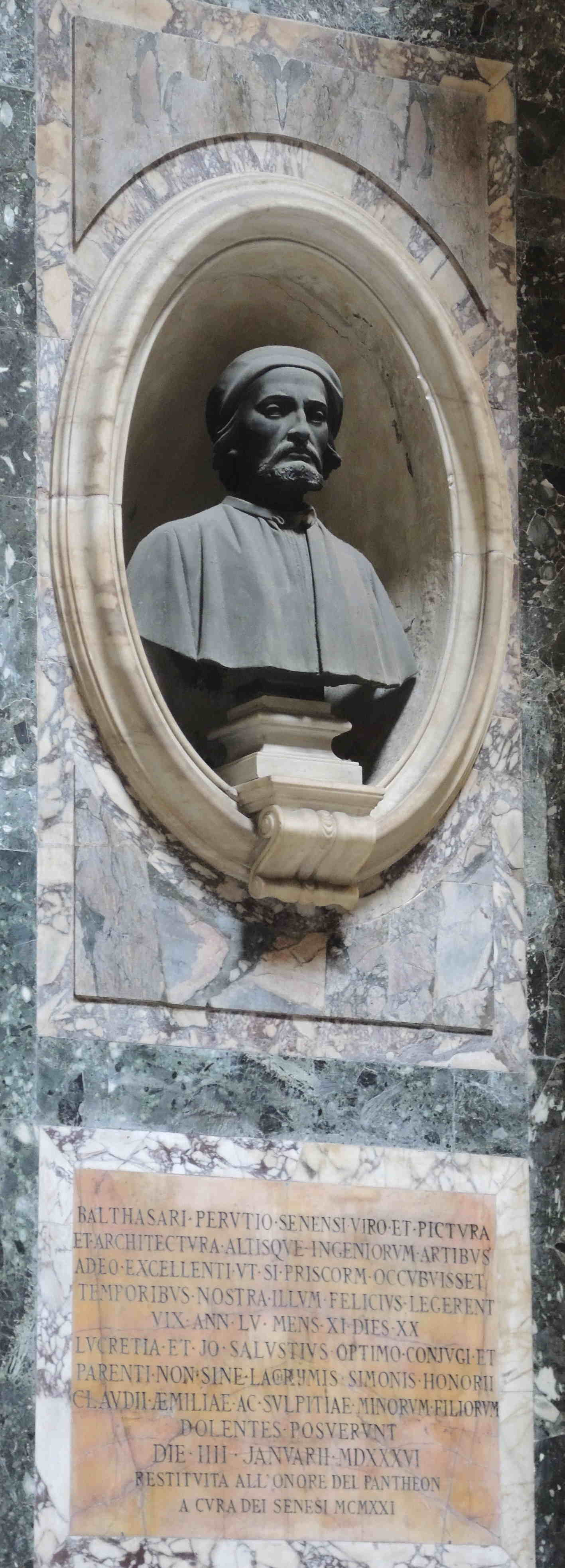
Busto e epitáfio na Rotunda do Panteão, Roma, Itália.

## Outro trabalho

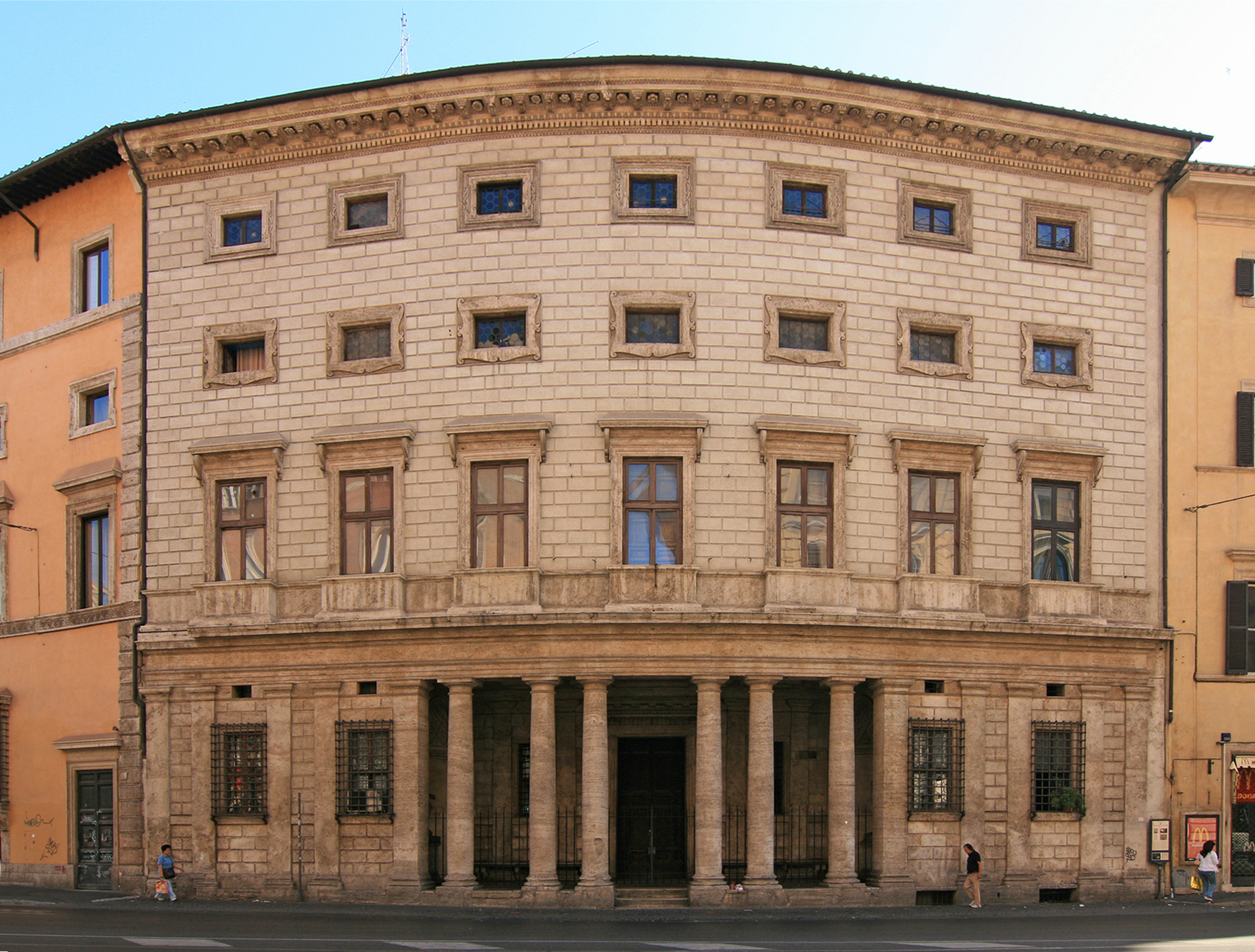
Fachada do Palazzo Massimo alle Colonne.

Peruzzi havia produzido um teto de mosaico para a igreja de Santa Croce in Gerusalemme, Roma; o mosaico representa o Salvador. Outras pinturas atribuídas a ele podem ser encontradas em Sant'Onofrio e San Pietro in Montorio. Que Peruzzi melhorou com o passar do tempo é evidente em suas obras posteriores, por exemplo, a "Madonna com os Santos" em Santa Maria della Pace em Roma, e o afresco de Augusto e a Tiburtina Sibila em Santa Maria in Portico a Fontegiusta em Siena. Como nosso mestre também se interessava pela arte decorativa, ele exerceu uma forte influência nessa direção, não apenas por suas próprias pinturas decorativas, mas também por projetos de decoração para artesãos de vários tipos. Embora conhecido principalmente como arquiteto, uma de suas grandes amores era o desenho. Seus extraordinários desenhos a bico de pena para a basílica de São Pedro foram preservados na coleção de gravuras e desenhos da Galeria Uffizi, em Florença. Ele era especialmente conhecido por seus estudos extraordinários de edifícios antigos, como visto em The Mystic Marriage of Saint Catherine (1502-1503) no Allen Memorial Art Museum.
Sua última obra-prima arquitetônica, o Palazzo Massimo alle Colonne (1535) localizado agora no Corso Vittorio Emanuele do século 19, é conhecido por sua fachada curva, planejamento engenhoso e interior rico em arquitetura. Os detalhes exteriores apresentam um estilo maneirista.
Ele deixou desenhos para um aluno, Sebastiano Serlio, que os usou em vários de seus Livros de Arquitetura, publicados em Veneza no início da década de 1530.